# 罗韦雷托
罗韦雷托（義大利語：Rovereto），是意大利特伦托自治省的一个市镇。总面积50.9平方公里，人口37566人，人口密度738.0人/平方公里（2009年）。ISTAT代码为022161。

## 友好城市
- 奥地利库夫施泰因 1988年
- 德国福希海姆 1989年
- 捷克Dolní Dobrouč（英语：Dolní Dobrouč） 1998年
- 巴西本图贡萨尔维斯 2007年